# Forte de Santa Cruz do Paraguaçu
O Forte de Santa Cruz do Paraguaçu localiza-se na margem direita da foz do rio Paraguaçu, na altura da atual cidade de Maragojipe, no estado da Bahia, dominando o acesso ao Recôncavo baiano.

## História

### Antecedentes
Um documento datado de 1659 dá conta da existência de três fortes na região, o mais importante dos quais o Forte Real de Paraguaçu (SOUZA, 1983:105). Também conhecido como Forte de Santa Cruz do Paraguaçu, Forte da Barra do Paraguaçu ou Fortinho do Paraguaçu, não existe consenso entre os estudiosos quanto aos seus construtores. A sua forma atual data provavelmente do início do século XVIII, erguido sobre uma estrutura anterior, remontando à primeira metade do século XVII.
No contexto da segunda das Invasões holandesas do Brasil (1630-1654), em conjunto com o Fortim da Forca na margem oposta do rio, com quem cruzava fogos, tinha a função de impedir o acesso de invasores ao sertão do Iguape e seus engenhos de açúcar, e às vilas de Maragojipe e Cachoeira.
Fortificação tipicamente de marinha, era flanqueado por água em três dos seus seis lados, levantada em alvenaria de pedra com guaritas de tijolos nos vértices.

### O século XVIII
Um levantamento efetuado pelo Engenheiro José António Caldas, informa que, em 1759, o forte possuía sete peças de artilharia desmontadas, e os seus quartéis em ruínas (SOUZA, 1983:105). O mesmo profissional nos legou iconográfia da estrutura (Planta e fachada do forte de Sta. Cruz do Paraguasû. in: Cartas topográficas contem as plantas e prospectos das fortalezas que defendem a cidade da Bahia de Todos os Santos e seu reconcavo por mar e terra, c. 1764. Arquivo Histórico Ultramarino, Lisboa), que apresenta planta no formato de um polígono hexagonal irregular, com cinco ângulos salientes e um reentrante e parapeitos à barbeta. Sobre o terrapleno, pelo lado da entrada, edificação de um pavimento abrigava as dependências de serviço (Casa de Comando, Quartel da Tropa, Casa de Palamenta, e outras). Estava guarnecido por um Capitão (BARRETTO, 1958:182), acredita-se que neste período.
Foi restaurado em 1762 pelo governo da Capitania da Bahia, provavelmente por João de Abreu de Carvalho Contreiras. Após nova inspeção, em 1772, pelo mesmo Engenheiro José Antônio Caldas, procedeu-se à restauração da Casa do Comando, do Quartel da Tropa e da Casa da Pólvora.

### O século XIX
No contexto da Guerra Peninsular, diante da chegada da Família Real Portuguesa ao Brasil, com receio de uma possível retaliação francesa, procederam-se trabalhos de limpeza nas instalações do forte (1809).
A partir de 1816 foi considerado sem importância militar, tendo sido desativado e entrando em processo de ruína (SOUZA, 1983:105).
Foi percebido em 1859 pelo Imperador D. Pedro II (1840-1889), que registrou em seu diário de viagem:
"4 de Novembro - (...) 2 e 40' - Na margem esquerda [do rio Paraguaçu] vê-se a antiga bica d'água, onde os navios da Bahia vinham fazer aguada. Na margem direita um pouco adiante estão sobre uma ponta de terra as ruínas do fortim chamado de Paraguaçu.
2 3/4 - Na margem esquerda o sítio do Alemão (...)" (PEDRO II, 2003:191)
Estando omitidos os dias de 7 a 19 de novembro no Diário do Imperador, existe uma outra referência a esta estrutura na "Narração dos preparativos, festejos e felicitações que tiveram lugar na província da Bahia", publicada por Epiphanio Pessoa ainda em 1859, relativos a essa Viagem:
"(...) Às 9 1/2 [do dia 10 de novembro de 1859] passou a esquadrilha pelo 'Fortim', pequeno reduto hoje em abandono, situado à margem direita do rio, e célebre por ter impedido nas lutas da Independência que fosse retomado pelos portugueses um navio de que os cachoeiranos se haviam apoderado." (PEDRO II, 2003:304)
SOUZA (1885) atribui-lhe planta pentagonal, artilhado com sete peças, e em estado de ruína à época (1885) (op. cit., p. 98).

### O século XX
Bem imóvel de propriedade da União, as suas ruínas encontram-se tombadas desde 1938 pelo então Serviço do Patrimônio Histórico e Artístico Nacional.
Em 1959 foi elaborado um projeto para estabilização e restauração do monumento, porém não chegou a ser implementado. Atualmente restam os vestígios dos muros de pedra do terrapleno e de uma guarita de forma circular, recoberta com cúpula, e um velho canhão (SOUZA, 1983:105).
Existiu um outro forte, à época, na região, com o nome de Forte do Paraguaçu.